# Spilopera polishana
Spilopera polishana är en fjärilsart som beskrevs av Matsumura 1931. Spilopera polishana ingår i släktet Spilopera och familjen mätare. Inga underarter finns listade i Catalogue of Life.